# دولويتش وغرب نوروود (دائرة انتخابية في المملكة المتحدة)
دولويتش وغرب نوروود (بالإنجليزية: Dulwich and West Norwood)‏ هي إحدى الدوائر الانتخابية في المملكة المتحدة الممثلة في مجلس العموم في برلمان المملكة المتحدة.
عضو البرلمان الذي يمثلها حالياً هو :Rt Hon Tessa Jowell (Lab).